# Wrestlingorganisation
En wrestlingorganisation er en virksomhed, der regelmæssigt arrangerer wrestlingshows. Organisationen står bl.a. for ledelsen, promoveringen og logistikken, der er i forbindelse med afholdelsen af et wrestlingshow. 
I øjeblikket er de største wrestlingorganisationer i Nordamerika World Wrestling Entertainment (WWE), National Wrestling Alliance (NWA), Total Nonstop Action Wrestling (TNA) og Ring of Honor (ROH). Der er også store wrestlingorganisationer i Mexico, Europa, Japan, Sydamerika, Puerto Rico, Australien og New Zealand. Der eksisterer desuden også en række mindre selvstændige wrestlingorganisationer, der er under opstart eller som er blevet skabt af tidligere wrestlere fra de store organisationer. Jersey All Pro Wrestling, Border City Wrestling, Combat Zone Wrestling og Ohio Valley Wrestling er nogle af disse mindre organisationer.

## Struktur
De fleste wrestlingorganisationer er selvstændige og organiseret omkring én eller flere titler. De anerkender ikke andre wrestlingorganisationers titler. Andre, som fx NWA, fungerer som et ledende organ, der styrer nogle titler, der er fælles for flere organisationer. 
Større wrestlingorganisationer har en fast skare af wrestlere ansat under kontrakt. Mindre organisationer gør i højere grad brug af wrestlere, der er frit stillet og ikke er under kontrakt nogen steder. Nogle wrestlere arbejder i flere forskellige organisationer samtidig.
I USA og Canada bliver der typisk holdt en række "standard"-shows, der bliver afholdt hver uge eller hver måned, og disse shows leder hen til et større pay-per-view-show, hvor de mest betydningsfulde kampe finder sted. I mindre organisationer kan der gå flere måneder mellem de store shows. I WWE er der flere forskellige tv-programmer hver uge, fx RAW, SmackDown og ECW, og de store pay-per-view-shows bliver afholdt hver måned. 
| Sport | Spire Denne artikel om sport er en spire som bør udbygges. Du er velkommen til at hjælpe Wikipedia ved at udvide den. |

| Forening eller organisation | Spire Denne artikel om en forening eller organisation er en spire som bør udbygges. Du er velkommen til at hjælpe Wikipedia ved at udvide den. |